# Ricardo Mórtola
Ricardo Augusto Mórtola Di Puglia (Guayaquil, c. 1951 - Ibídem, 22 de abril de 2014) fue un arquitecto ecuatoriano, encargado de la construcción, diseño y remodelación de varios estadios de fútbol ecuatorianos e internacionales, así como áreas deportivas y urbanas en Ecuador.

## Biografía

### Vida personal
Nació en Guayaquil, y estudió en el Colegio San José La Salle y se graduó en 1969. Estudió arquitectura en la Universidad Católica Santiago de Guayaquil.
A mediados de la década de 1970, Mórtola abrió y trabajó en un bar llamado El Rodeo, ubicado en Urdesa, al norte de Guayaquil. Allí conoció e hizo amistad con el presentador deportivo Vito Muñoz, y también a la modelo y presentadora de televisión Mariela Viteri, con quien se casó y tuvo dos hijos; Mariela y Ricardo Mórtola Viteri. Años más tarde se divorció. Tuvo una hija de otro compromiso llamada Lucía Mórtola Yulee. Mórtola fue hincha de Emelec.
Fue director de Radio Fuego, donde trabajó sus últimos años junto a su exesposa Mariela Viteri quien es una de las accionistas.

### Carrera
Mórtola ocupó la Dirección de Planificación Urbana del Municipio de Guayaquil en 1976, bajo la alcaldía de Antonio Hanna, con el cual también compartió un espacio televisivo en la cadena TC Televisión, llamado El Observador. Fue parte de la realización de los proyectos urbanísticos de las ciudadelas Kennedy Norte, Samanes y varias etapas de La Garzota.
Entre sus obras arquitectónicas más conocidas, se encuentra el diseño que realizó del Estadio Monumental para el Barcelona Sporting Club en 1985, el cual terminó de construirlo en 1987, siendo considerado uno de los estadios más grandes y modernos del continente.
Es también conocido por haber intervenido en otros estadios deportivos, como en 1986 cuando remodeló el Estadio de Béisbol Yeyo Uraga, en 1987 el Polideportivo Huancavilca y el Complejo Deportivo Administrativo para la Federación Deportiva Nacional del Ecuador en ese mismo año.
En 1989 fue encargado por el presidente de Emelec, Nassib Neme, como gestor de la remodelación del Estadio Capwell para el Club Sport Emelec, remodelando las suites y los palcos de la av. Pío Montúfar y las suites que dan a la calle General Gómez.
Estuvo a cargo, en 1993, de la remodelación y ampliación del Estadio de Fútbol Reales Tamarindos, propiedad de la Federación Deportiva de Manabí-Portoviejo, siendo este el estadio principal de la ciudad.
Trabajó en la construcción del Coliseo Cubierto de los Diarios Expreso y Extra, Coliseo Polideportivo en 1995, más conocido como Coliseo Granasa. En ese mismo año, por encargo del presidente de Liga Deportiva Universitaria de Quito Rodrigo Paz, luego de que este lo recibiera en el Aeropuerto Mariscal Sucre como si fuera un nuevo miembro del equipo al ofrecerle la camiseta de Liga de Quito, Mórtola diseñó el Estadio Casa Blanca para el equipo de fútbol, y concluyó su construcción en 1997, viviendo en Quito durante todo el proceso de construcción, con una oficina propia que Paz le facilitó.
Por encargo de Jacobo Bucaram, Mórtola realizó en 1998, el diseño del Coliseo Cubierto de la Universidad Agraria del Ecuador, Coliseo Polideportivo. La construcción del coliseo cubierto fue elaborado en un 95% por el contratista Arq. Eduardo Zamora Urquiza.
Estuvo involucrado con la construcción de los estadios Universitario de Deportes (Perú), Deportivo Cali (Colombia) e Independiente (Argentina, 1998). En 2008 realizó un diseño en boceto de la nueva Bombonera, estadio de fútbol del Club Atlético Boca Juniors, por encargo del entonces candidato a la presidencia del club deportivo y a la presidencia de Argentina, Roberto Digon, sin embargo no se realizó el proyecto de remodelación debido a que el candidato no obtuvo el cargo. En ese mismo año trabajó en el diseño de un nuevo estadio para el Atlético Nacional de Medellín, sin embargo no se pudo concretar el proyecto.
Hizo aportes arquitectónicos como miembro ad honórem para la Fundación Guayaquil Siglo XXI, encargada de la regeneración urbana al mando del alcalde de Guayaquil Jaime Nebot.
En 2013 intervino en el diseño del Parque Samanes, al norte de Guayaquil, un proyecto que tenía en mente varios años atrás, que logró realizar con el apoyo del gobierno de Rafael Correa. Diseñó los planos y maquetas por pedido de Nassib Neme presidente de Emelec, de una última remodelación para el Estadio Capwell, que dio a conocer en febrero de 2014, y mencionó que su diseño es un reciclaje y modernización total, una ampliación y tendría todas las condiciones que demanda la Confederación Sudamericana de Fútbol y la FIFA, el cual se empezó a realizar en 2015. Estaba trabajando un diseño de remodelación para el Estadio Alejandro Serrano Aguilar del Deportivo Cuenca hasta antes de su muerte.

### Fallecimiento
El 19 de abril de 2014, fue hospitalizado por una operación de pólipos en el duodeno, pero debido a un paro respiratorio falleció días después, el 22 de abril de 2014, a la edad de 63 años, en la clínica Guayaquil.
El 23 de abril fue sepultado en el Parque de la Paz, sector La Aurora, parroquia urbana del cantón Daule.